# Фламмарион (лунный кратер)
Кратер Фламмарион (лат. Flammarion), не путать с кратером Фламмарион  на Марсе, — большой древний ударный кратер в центральной экваториальной части видимой стороны Луны. Название присвоено в честь французского астронома Камиля Фламмариона (1842—1925) и утверждено Международным астрономическим союзом в 1935 г. Образование кратера относится к донектарскому периоду.

## Описание кратера

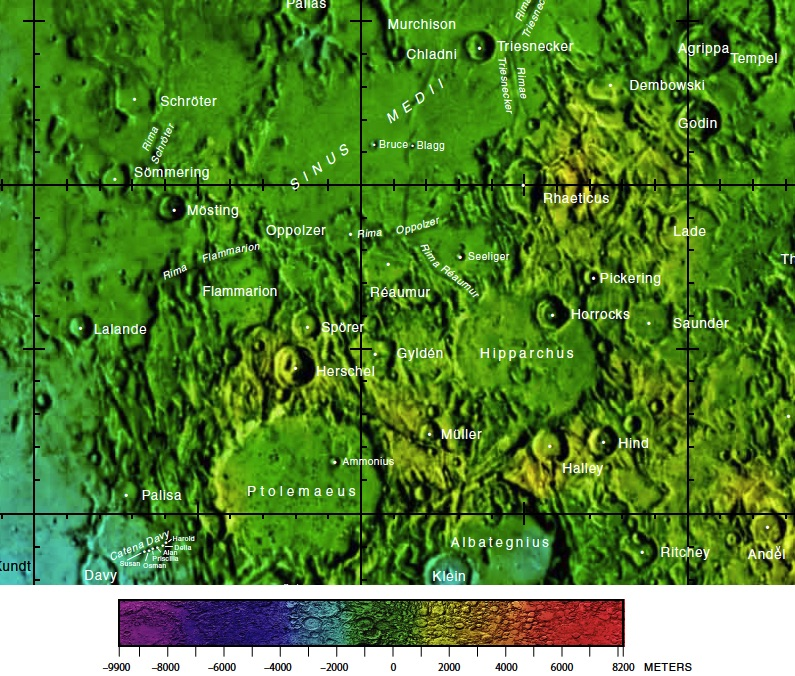
Окрестности кратера Фламмарион. Фрагмент карты видимой стороны Луны.

Ближайшими соседями кратера Фламмарион являются кратер Местинг на северо-западе; кратер Оппольцер на северо-востоке; кратер Реомюр на востоке; кратер Шперер на востоке-юго-востоке; кратер Гершель на юго-востоке и кратер Лаланд на западе-юго-западе. Через северную часть чаши кратера проходит борозда Фламмариона; на северо-востоке от него располагается Залив Центральный. Селенографические координаты центра кратера 3°20′ ю. ш. 3°44′ з. д. / 3,33° ю. ш. 3,73° з. д., диаметр 76,2 км, глубина 1510 м.
Кратер Фламмарион имеет полигональную форму и значительно разрушен за длительное время своего существования. Вал сглажен, разорван многочисленными параллельными долинами, которые вероятно связаны с образованием Моря Дождей; в северной части имеет широкий разрыв и фактически представляет собой кольцо отдельно стоящих пиков и хребтов. Западная оконечность вала отмечена приметным чашеобразным кратером Местинг А. Дно чаши затоплено и выровнено лавой, испещрено множеством мелких кратеров.

## Сателлитные кратеры

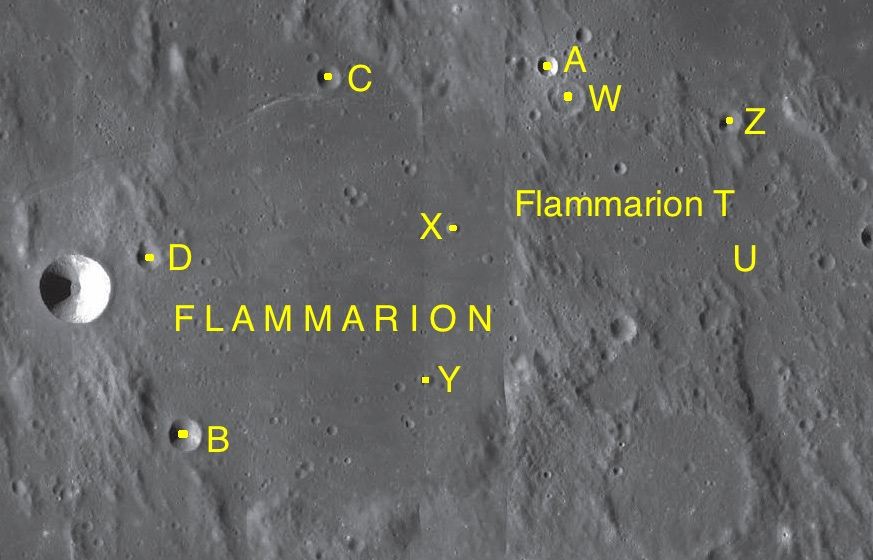
Фрагмент карты LAC-77.

| Фламмарион | Координаты                                        | Диаметр, км |
| ---------- | ------------------------------------------------- | ----------- |
| A          | 1°57′ ю. ш. 2°30′ з. д. / 1,95° ю. ш. 2,5° з. д.  | 3,6         |
| B          | 4°02′ ю. ш. 4°34′ з. д. / 4,04° ю. ш. 4,57° з. д. | 5,9         |
| C          | 2°01′ ю. ш. 3°46′ з. д. / 2,02° ю. ш. 3,76° з. д. | 4,3         |
| D          | 3°02′ ю. ш. 4°47′ з. д. / 3,03° ю. ш. 4,78° з. д. | 4,5         |
| T          | 2°48′ ю. ш. 2°04′ з. д. / 2,8° ю. ш. 2,06° з. д.  | 33,1        |
| U          | 3°00′ ю. ш. 1°25′ з. д. / 3° ю. ш. 1,41° з. д.    | 11,4        |
| W          | 2°08′ ю. ш. 2°23′ з. д. / 2,13° ю. ш. 2,39° з. д. | 6,1         |
| X          | 2°52′ ю. ш. 3°02′ з. д. / 2,87° ю. ш. 3,04° з. д. | 2,4         |
| Y          | 3°44′ ю. ш. 3°11′ з. д. / 3,73° ю. ш. 3,19° з. д. | 2,3         |
| Z          | 2°16′ ю. ш. 1°28′ з. д. / 2,26° ю. ш. 1,47° з. д. | 4,0         |

## В культуре
- В романе Роберта Ибатуллина «Роза и червь» описывается вымышленный мир будущего, в котором в кратера Фламмарион находится крупнейшая лунная колония. Сам кратер в романе описан так:

Его древние полуразрушенные валы подковой низких холмов охватывали горизонт на востоке, юге и западе. На востоке, будто врезанный во фламмарионский вал, четкой крутобокой чашей выделялся молодой кратер Местинг-А. Севернее ландшафт перечеркивал с запада на восток прямой каньон тектонического разлома — Рима Фламмарион. Более молодая, чем одноименный кратер, Рима рассекала его валы подобно шраму километровой ширины.

## См.также
- Список кратеров на Луне
- Лунный кратер
- Морфологический каталог кратеров Луны
- Планетная номенклатура
- Селенография
- Минералогия Луны
- Геология Луны
- Поздняя тяжёлая бомбардировка